# Ron Davis (baloncestista de 1959)
Ron Davis (nacido el 25 de diciembre de 1959 en Nueva Orleans, Luisiana) es un exjugador de baloncesto estadounidense. Con 1,98 metros de estatura, jugaba en la posición de alero. La mayor parte de su carrera deportiva la desarrolla en Francia, donde adquiere la nacionalidad francesa. También juega en la CBA, Israel y España, dándose la curiosa circunstancia de que su carrera empieza y termina en España, con 16 años de diferencia.

## Trayectoria
- Cypress Community College (1977-1979)
- Universidad de Arizona (1979-1981)
- Círcol Catòlic de Badalona (1982-1983)
- Albuquerque Silvers (1983-1985)
- Florida Stingers (1985-1986)
- Mulhouse Basket (1987-1990)
- Maccabi Haifa BC (1990-1991)
- Strasbourg IG (1991-1992)
- Chorale Roanne Basket (1992-1993)
- Olympique Antibes (1993-1994)
- JDA Dijon (1994-1996)
- UBCF Quaregnon  (1996-1998)
- CB Murcia (1998)